# Svensktoppen 2003
Svensktoppen 2003 innebar förändringar för programmet. Juryn, som togs bort 1993, återinfördes. Programmet flyttades tillbaka till söndagar, efter att sedan den 3 juli 1993 sänts på lördagar. Sånger med text på andra språk än svenska hade också blivit tillåtna. Därmed kunde återigen alla bidrag från den svenska Melodifestivalen, som från 2002 års tävling tillåtit sång på andra språk än svenska, testas i original.
I första omgången för året, som sändes den 12 januari 2003, deltog bara utmanare. Samtidigt ersattes Kent Finell som programledare av Annika Jankell.
Den stora dominans som dansbanden och dansbandsartisterna innehaft sedan 1993, då juryn ersattes av lyssnarnas röster, började under 2003 att avta, och allt fler genrer började återigen göra sig hörda, och programmet fick samtidigt en bredare lyssnarskara. Mest framgångsrika artist på Svensktoppen 2003 var Per Gessle med melodin "Här kommer alla känslorna (på en och samma gång)", som under året låg på Svensktoppen 29 veckor och låg kvar över årsskiftet 2003-2004. Från Melodifestivalen 2003 blev Jill Johnsons låt "Crazy in Love" mest framgångsrika melodi, och låg på Svensktoppen i totalt 36 veckor, och melodin slutade på andra plats över mest framgångsrika melodier på Svensktoppen under 2003. Även flera andra bidrag från Melodifestivalen 2003 blev hitlåtar och hade bland annat stora framgångar på Svensktoppen.

## Årets Svensktoppsmelodier 2003
| Nr | Sång                                             | Framförd av             | Poäng       | Antal veckor |
| -- | ------------------------------------------------ | ----------------------- | ----------- | ------------ |
| 1  | Här kommer alla känslorna (på en och samma gång) | Per Gessle              | 15099 poäng | 29 veckor    |
| 2  | Crazy in Love                                    | Jill Johnson            | 13503 poäng | 36 veckor    |
| 3  | Håll mitt hjärta                                 | Björn Skifs             | 13099 poäng | 36 veckor    |
| 4  | Hela världen för mig                             | Sanna Nielsen           | 10105 poäng | 35 veckor    |
| 5  | Genom eld och vatten                             | Sarek                   | 7414 poäng  | 28 veckor    |
| 6  | Något som kan hända                              | Mathias Holmgren        | 5974 poäng  | 14 veckor    |
| 7  | När löven faller                                 | Carola Häggkvist        | 5685 poäng  | 26 veckor    |
| 8  | Tillbaka till i går                              | Emil Sigfridson         | 5429 poäng  | 23 veckor    |
| 9  | Måndag morgon                                    | Björn Skifs             | 5154 poäng  | 12 veckor    |
| 10 | Hum hum från Humlegården                         | Lars Winnerbäck & Hovet | 4862 poäng  | 20 veckor    |
| 11 | Medan Jorden går ett varv                        | Sten & Stanley          | 3826 poäng  | 11 veckor    |
| 12 | FF                                               | Kent                    | 2848 poäng  | 13 veckor    |
| 13 | Lady Stardust                                    | Lisa Miskovsky          | 2805 poäng  | 10 veckor    |
| 14 | Maria                                            | Östen med Resten        | 2188 poäng  | 10 veckor    |
| 15 | Sex fot under                                    | Totta Näslund           | 2041 poäng  | 9 veckor     |

### Fotnoter
1. ↑  ”Lyssnarstorm har uteblivit” (på svenska). Sydsvenskan. 7 mars 2003. https://www.sydsvenskan.se/2003-03-07/lyssnarstorm-har-uteblivit. Läst 15 oktober 2018.